# بيتر بيك
بيتر بيك (بالإنجليزية: Peter Beck)‏ هو سياسي أمريكي، ولد في 4 مايو 1952 ببتلر في الولايات المتحدة. حزبياً، نشط في الحزب الجمهوري. وقد انتخب عضو مجلس نواب أوهايو.